# November 1998
Dit artikel geeft een chronologisch overzicht van alle belangrijke gebeurtenissen per dag in de maand november van het jaar 1998.

## Gebeurtenissen

### 1 november
- De eerste delen van het internationale ruimtestation ISS worden gelanceerd.
- Het Europees Hof voor de Rechten van de Mens wordt opgericht.
- Mika Hakkinen is de snelste in de afsluitende Grand-Prixwedstrijd in de Formule 1. Daarmee is de Fin de nieuwe wereldkampioen.

### 2 november
- De Nederlandse Vereniging van Banken geeft toe dat zo'n twee miljoen gulden van in de oorlog omgekomen joden niet is teruggegeven omdat de rechthebbenden onvindbaar zouden zijn geweest. Later concludeert de commissie-Scholten dat de banken correct tegenover joden hebben gehandeld en nuanceert het bedrag.
- De orkaan Mitch maakt zeker 20.000 slachtoffers in Centraal-Amerika. De meeste doden vallen in Nicaragua en Honduras.
- Irak schort alle samenwerking met de VN-wapencommissie UNSCOM op. De Amerikaanse minister van Defensie reist naar Europa en de Golf voor overleg. De VS sturen aan op een militaire confrontatie met Irak.
- Jaap van Zweden wordt per 1 september 2000 benoemd tot chef-dirigent van het Residentie Orkest.

### 3 november
- W.F. Wertheim, hoogleraar in de sociologie van Zuid- en Zuidoost-Azië te Amsterdam, pleitbezorger van onderdrukten in de Derde Wereld en aanvankelijk fervent supporter van de Chinese leider Mao, overlijdt op 90-jarige leeftijd.
- Studenten met een gemiddeld eindexamencijfer van een acht of hoger, kunnen zonder loting aan een studie genees-, tandheel- of diergeneeskunde beginnen.
- KPN Telecom schrapt vierduizend banen. Daarvoor legt het bedrijf 800 miljoen gulden opzij. Tegelijkertijd komen er nieuwe duizend banen bij mobiele telefonie, internetactiviteiten en informatietechnologie.
- Bij het WK volleybal voor vrouwen in Japan eindigt Nederland op de zevende plaats. Het goud gaat naar Cuba. In het mannentoernooi stelt olympisch kampioen Nederland teleur met de zesde plaats. Italië wint in de finale van Joegoslavië.

### 4 november
- De Democraten boeken bij tussentijdse verkiezingen in de Verenigde Staten onverwacht goede resultaten. De Republikeinen behouden de meerderheid in beide huizen van het Congres.

### 8 november
- In de Pakistaanse stad Lahore wint de Nederlandse hockeyploeg voor de vierde keer de Champions Trophy.

### 9 november
- In het Verenigd Koninkrijk wordt de doodstraf officieel afgeschaft.

### 10 november
- Het Tweede Kamerlid Jacques de Milliano stapt uit de CDA-fractie en geeft zijn Kamerzetel op. Hij kan zich niet verenigen met het CDA-standpunt over het terugzenden van Bosnische asielzoekers.
- Desi Bouterse wil zich in Paramaribo laten berechten voor drugsdelicten waarvan de Nederlandse justitie hem verdenkt. Met zo'n vonnis zou volgens Bouterse een drugsproces in Nederland onmogelijk zijn.
- De echtgenote van Philps-topman Cor Boonstra wordt zwaar gewond en onderkoeld aangetroffen vlak bij de strandboulevard in Hoek van Holland. Justitie in Rotterdam houdt rekening met een verband met de functie van haar man. Later blijkt zij bij toeval slachtoffer te zijn geworden.

### 14 november
- De Amerikaanse president Bill Clinton beveelt een luchtaanval op Irak, maar blaast die op het laatste moment weer af wanneer Irak medewerking met de UNSCOM-wapeninspecteurs belooft.
- President Bill Clinton van de Verenigde Staten betaalt Paula Jones 850.000 dollar. In ruil daarvoor trekt zij haar klacht in.
- De Koerdische leider Abdullah Öcalan wordt in Italië aangehouden. Turkije eist zijn uitlevering, maar Italië weigert, omdat in Turkije de doodstraf bestaat.
- In Tilburg gaat 013 open, de eerste nieuw gebouwde popzaal van Europa.

### 16 november
- Irak belooft de wapeninspecteurs weer hun werk te laten doen, op het moment dat Amerikaanse bommenwerpers al zijn opgestegen voor een aanval op het land.

### 17 november
- Het gerechtshof in Leeuwarden veroordeelt pensionhoudster M. van der E. tot zes jaar cel en tbs wegens dubbele moord. Twee lijken werden gevonden op het terrein van haar pension in het Friese Anjum.

### 18 november
- Het Nederlands elftal speelt in Gelsenkirchen met 1-1 gelijk in een vriendschappelijke wedstrijd tegen Duitsland. Bondscoach Frank Rijkaard stuurt opnieuw drie debutanten het veld in: Marc van Hintum (Vitesse), Dries Boussatta (AZ Alkmaar) en Ruud van Nistelrooy (PSV).

### 19 november
- Een zelfportet van Vincent van Gogh brengt op een veiling 135 miljoen op.

### 20 november
- Premier Wim Kok roept de vakbonden op hun looneisen te matigen. De bonden vinden de oproep volstrekt belachelijk.

### 21 november
- Het invloedrijke liberale Russische parlementslid Galina Starovojtova (52) wordt in St. Petersburg vermoord. Liberale partijen in Rusland besluiten hun krachten te bundelen.
- De Iraakse autoriteiten weigeren wapeninspecteurs de toegang tot een kantoor van de Ba'ath-partij. De VS reageren gematigd.

### 22 november
- Paul Haarhuis en Jacco Eltingh nemen afscheid in stijl. Het tennisduo wint bij hun laatste optreden de wereldtitel in Hartford. Eltingh beëindigt zijn loopbaan wegens een chronische knieblessure. In december worden zij gekozen tot sportploeg van het jaar.

### 23 november
- De Nederlandse regering besluit tot oprichting van een Nationaal Aankoopfonds voor kunst, door de musea jarenlang bepleit. De oprichting is mogelijk door een 'meevaller' van honderd miljoen gulden.

### 24 november
- America Online (AOL) kondigt de overname van Netscape Communications Corporation via een aandelenruil van € 3,2 miljard aan.
- De ministers van Landbouw van de Europese Unie besluiten dat het Verenigd Koninkrijk binnen enkele maanden weer rundvlees mag exporteren. Als gevolg van de gekkekoeienziekte was dat sinds maart 1996 verboden.

### 26 november
- De Britse premier, Tony Blair, spreekt het Ierse parlement toe.

### 27 november
- De Nederlandse schippersbeurs wordt gesloten.
- KLM en Alitalia ondertekenen een vergaande allianties. KLM stelt als eis dat Alitalia uiterlijk in juni 2000 is geprivatiseerd. De partners hopen met hun samenwerking vooral hun positie intercontinentale en Europese passagiersvluchten te versterken.
- Apothekers mogen in loondienst treden van anderen dan apotheken of ziekenhuizen en kunnen ook gaan werken voor drogisterijen of verzekeraars.

### 30 november
- De Deutsche Bank kondigt de overname van Bankers Trust aan. De deal is € 7,7 miljard waard en vormt de grootste financiële instelling van de wereld.
- Honderddertig 'witte illegalen' gaan zeventien dagen in hongerstaking in de Haagse Agneskerk om een verblijfsvergunning af te dwingen. Staatssecretaris Cohen (Justitie) gaat hun dossiers nog eens bekijken.

<< · januari · februari · maart · april · mei · juni · juli · augustus · september · oktober · november · december · >>